# Atimia huachucae
Atimia huachucae är en skalbaggsart som beskrevs av Champlain och Knull 1922. Atimia huachucae ingår i släktet Atimia och familjen långhorningar. Inga underarter finns listade.